# Helen Rowland
Helen Rowland (acreditada en sus primeras películas como Baby Helen Rowland, o como el personaje que interpretó en su segunda película, Baby Helen Lee; nacida en c. 1918/1919) es una actriz infantil estadounidense que apareció en más de diez películas en la década de 1910, habiendo comenzando con la adaptación de 1922 de la novela Silas Marner de George Eliot de 1861. Sus dos últimos papeles fueron en películas sonoras.

## Filmografía
- Silas Marner (1922) como Eppie[1][2]
- What's Wrong with the Women? (acreditada como Baby Helen Lee) (1922)[1][3]
- Timothy's Quest (1922) como Lady Gay[3][4][5][6][7]
- Jacqueline (1923)[3][8]
- His Children's Children[1][9]
- The Empty Cradle (1923) - como Baby Louise[1][3]
- The Daring Years  (1923) como LaMotte Sister[3]
- Damaged Hearts (1924)[3]
- The Making of O'Malley (1925) como Margie[3][10]
- The Perfect Sap (1927) - como Cissie Alden[3]